# Sherlock Holmes - Soluzione settepercento
Sherlock Holmes: soluzione settepercento (The Seven-Per-Cent Solution) è un film del 1976 diretto da Herbert Ross.
Il soggetto è tratto dal romanzo best seller di Nicholas Meyer del 1974 La soluzione sette per cento (The Seven-Per-Cent Solution), ispirato alla figura di Sherlock Holmes ideata da Arthur Conan Doyle.

## Trama
Il dottor Watson scopre che Sherlock Holmes è caduto in uno stato delirante a causa della sua dipendenza da cocaina. Per aiutare l'amico in difficoltà organizza per Holmes un viaggio a Vienna, al fine di farlo incontrare con il dottor Sigmund Freud per un trattamento del problema. Tuttavia, durante la sua cura, Holmes viene coinvolto in indagini su un caso di rapimento con implicazioni internazionali.